# Que Dá Vontade Dá
Que dá vontade dá é o título de uma canção escrita pelo compositor Júlio Camargo, e gravada por Guilherme & Santiago no álbum "Tudo Tem Um Porquê", lançado em 2010. A canção foi a terceira música de trabalho do álbum e, no dia do seu lançamento, liderou nas execuções das rádios de São Paulo e Paraná, mas também foi executada em todo o Brasil e se tornou um grande sucesso nacional. É hoje um dos grandes sucessos da dupla.